# Diocese de Campeche
A Diocese de Campeche (em latim: Dioecesis Campecorensis) é uma diocese da Igreja Católica localizada no município de Campeche, no estado de Campeche, pertencente a Arquidiocese de Iucatã no México. Foi fundada em 24 de março de 1895 pelo Papa Leão XIII. Com uma população católica de 748.000 habitantes, sendo 79,9% da população total, possui 64 paróquias com dados de 2021.

## História
Em 24 de março de 1895 o Papa Leão XIII cria a Diocese de Campeche através do território da Diocese de Iucatã. Em 1970 a Diocese de Campeche juntamente com a  Arquidiocese de Iucatã perdem território para a formação da Prelazia Territorial de Chetumal.

## Lista de bispos
A seguir uma lista de bispos desde a criação da diocese em 1895.
|                            | Nome                                 | Período            | Notas                                 |
| Bispos de Campeche         | Bispos de Campeche                   | Bispos de Campeche | Bispos de Campeche                    |
| -------------------------- | ------------------------------------ | ------------------ | ------------------------------------- |
| 14º                        | José Francisco González González     | 2013 - 2025        | Nomeado arcebispo de Tuxtla Gutiérrez |
| 13º                        | Ramón Castro Castro                  | 2006 - 2013        | Nomeado bispo de Cuernavaca           |
| 12º                        | José Luis Amezcua Melgoza            | 1995 - 2005        | Nomeado bispo de Colima               |
| 11º                        | Carlos Suárez Cázares                | 1988 - 1994        | Nomeado bispo de Zamora               |
| 10º                        | Héctor González Martínez             | 1982 - 1988        | Nomeado arcebispo de Antequera        |
| 9º                         | José de Jesús Garcia Ayala           | 1967 - 1982        |                                       |
| 8º                         | Alberto Mendoza y Bedolla            | 1939 - 1967        | Faleceu no cargo                      |
| 7º                         | Luis Guízar y Barragán               | 1931 - 1968        | Nomeado bispo coadjutor de Saltillo   |
| 6º                         | Francisco María González y Arias     | 1922 - 1931        | Nomeado bispo de Cuernavaca           |
| 5º                         | Vicente Castellanos y Núñez          | 1912 - 1921        | Nomeado bispo de Tulancingo           |
| 4º                         | Jaime de Anasagasti y Llamas         | 1909 - 1910        | Faleceu no cargo                      |
| 3º                         | Francisco de Paula Mendoza y Herrera | 1904 - 1909        | Nomeado arcebispo de Durango          |
| 2º                         | Rómulo Betancourt y Torres           | 1900 - 1901        | Faleceu no cargo                      |
| 1º                         | Francisco Plancarte y Navarrette     | 1895 - 1898        | Nomeado bispo de Cuernavaca           |
| Bispo auxiliar de Campeche |                                      |                    |                                       |
| 1º                         | José de Jesús Garcia Ayala           | 1963 - 1967        | Nomeado bispo dessa diocese           |